# Protoplazma
Protoplazma ali pratvorivo je skupni naziv za živo vsebino celice, ki je pokrita s celično steno. Pri evkariontih jo sestavljajo citoplazma in celični organeli.
Protoplazma je praviloma brezbarvna snov, ki ima lastnosti "koloidne raztopine", kar pomeni, da gredo delci zaradi svoje velikosti skozi celične membrane le deloma ali pa sploh ne. Je blago alkalna in vsebuje povprečno 70–80 % vode. Najmanj vode je v trosih in nekaterih semenih. Največ vode imajo celice plodov in vodnih rastlin (do 98 %).

## Zgodovina besede protoplazma
Beseda 'protoplazma' izhaja iz grščine protos za prvi in plasma pomeni nekaj, kar se lahko oblikuje.
Pojem protoplazma je prvi uporabil češki fiziolog Jan Purkinye leta 1839, v botaniko pa jo je prvi uvedel Hugo von Mohl šele leta 1846. Vloga celičnega jedra in delitev celic takrat še nista bili znani.